# بين سميث (لاعب دوري الرغبي)
بين سميث (بالإنجليزية: Ben Smith)‏ هو لاعب دوري الرغبي أسترالي، ولد في 16 أكتوبر 1984 في Quirindi ‏ في أستراليا.